# Roger Van der Schueren
Roger Van der Schueren (Ninove, 20 september 1922 - Baudour, 24 december 1995) was een Belgische bestuurder.

## Levensloop
Van der Schueren was voorzitter van de krantengroep L'Echo de la Bourse/L'Agéfi. Daarnaast was hij bestuurder van verschillende vastgoedmaatschappijen en twee brouwerijen in respectievelijk Verviers en Aalst.
Hij was daarnaast tweemaal voorzitter van de Union Wallonne des Entreprises (1971 tot 1973 en 1979 tot 1983) en voorzitter van het Verbond van Belgische Ondernemingen (VBO). In deze hoedanigheid volgde hij Pol Provost op in 1975, zelf werd hij opgevolgd door Frans Van den Bergh in 1978.
Roger Van der Schueren is de broer van voormalig minister Jacques Van der Schueren.